# Elizabeth A. Lynn
Pour les articles homonymes, voir Lynn.
Œuvres principales
- Série Les Chroniques de Tornor

Elizabeth A. Lynn, née le 8 juin 1946 à New York, est un auteur américain de fantasy et de science-fiction. Elle est particulièrement connue pour avoir introduit des personnages homosexuels dans ses romans.

## Œuvre

### SérieLes Chroniques de Tornor
1. La Tour de guet, Jean-Claude Lattès, coll. « Titres/SF », 1981 ((en) Watchtower, 1979), trad. Éléonore BakhtadzePrix World Fantasy du meilleur roman 1980
2. Les Danseurs d'Arun, Jean-Claude Lattès, coll. « Titres/SF », 1981 ((en) The Dancers of Arun, 1979), trad. Éléonore Bakhtadze
3. La Fille du nord, Jean-Claude Lattès, coll. « Titres/SF », 1982 ((en) The Northern Girl, 1980), trad. Monique LebaillyParu en français en deux tomes

### SérieKaradur Atani
1. (en) Dragon's Winter, 1998
2. (en) Dragon's Treasure, 2004

### Romans indépendants
- L'Œil du peintre, Jean-Claude Lattès, coll. « Titres/SF », 1981 ((en) A Different Light, 1978), trad. Bernard Ferry
- (en) The Sardonyx Net, 1981
- (en) The Woman Who Loved the Moon and Other Stories, 1981
- (en) The Silver Horse, 1981
- (en) The Red Hawk, 1984

### Nouvelle
- (en) Jubilee's Story, 1978Nouvelle publiée dans l'anthologie Millennial Women (en)